# 鈴木早智子
鈴木 早智子（すずき さちこ、1969年2月22日 - ）は、日本の歌手、タレント、女優。1988年から1996年まで活動した、相田翔子とのアイドルデュオ・Winkのメンバー。本名同じ。別名、東 智子、Miyoko.A。愛称、さっちん。東京都出身。

## 概要
1987年、雑誌『UP TO BOY』主催のミス・アップ・コンテストで第7代グランプリとなり、1988年、同じくミス・アップ第9代グランプリである相田翔子と、アイドルデュオ・Winkを結成。「愛が止まらない 〜Turn it into love〜」や「淋しい熱帯魚」などのヒット曲により、1989年にはスターダムに上りつめた。1996年、Winkは活動を停止。その後、Winkとしては、1998年、1999年、2008年、2018年と、デュオ結成から10年ごと（1999年を除く）に活動を一時再開しており、テレビ番組等で歌唱している。
Wink活動停止後は、歌手であることを本懐としつつも、主にタレントや女優として芸能活動を継続。
歌手としては、1998年にシングル「INNOCENT SKY〜悲しみも届かないあの空の向こうへ〜」を、また、2003年にアルバム『零〜re-generation〜』を発売している。
2009年に発売したDVD『September Shock』で「AV」出演などと報じられたり、2010年に週刊誌によって舞台俳優と不倫していたとされ、一旦、芸能活動の自粛をしたりするなど、スキャンダラスな動向を示した時期もあった。
2011年から2012年、および、2013年から2015年まで一時休業したが、芸能活動を再開している。

## 来歴

### 出生からWink結成直前まで（1969年 - 1988年）
1969年2月22日23時8分、広告関係の仕事をする父と、専業主婦の母のもとに生まれる。出生地を愛知県名古屋市とする文献もあるが、鈴木の自著では、出生地は東京都目黒区で、幼稚園の年長組に上がる頃に埼玉県草加市へ転居、1989年初頭におけるWinkの「愛が止まらない」のヒット後に、東京で単身生活を始めたとする。3兄弟の長女（4歳下に弟、8歳下に妹）。小学2年生の時から歌手に憧れていた。
中学生の時にアニメソングのオーディションに合格するも辞退。
1984年、東京都内の高校へ進学して間もなく歌手を目指して休学し、同年内に一時的に都内港区の青山に所在する芸能事務所に所属。
1985年頃、高校を退学し、喫茶店や、建設会社の事務などのアルバイトの傍ら、都内港区の乃木坂にあった笠井幹男のボーカル・スクールで、レッスンを受けるようになる。
1986年7月、草加市の西隣である埼玉県川口市の土手において、数千人の聴衆を前にし、アマチュアバンドであるフォーエバーのボーカルとして、オリジナル曲「おじちゃんヨイショ」を歌唱。
同年8月17日に新宿アルタ内のスタジオアルタで本選が開催された 第1回「ロッテ CMアイドルはキミだ!」コンテストに、最終ノミネート者20名の1人として出場するも、グランプリの座を獲たのは橘理佐（のちの立花理佐）であった。
この年の11月2日、成城大学の学園祭において開催された、青年誌『UP TO BOY』（ワニブックス）の「ミス UP FESTIVAL in SEIJO UNIV.」に、東 智子の名を以ってエントリーし、ミス・アップ第7代グランプリを受賞。
1987年1月23日発売の『UP TO BOY』同年3月号のグラビアに、名を本名の鈴木早智子に改めて登場し、3月23日発売の5月号で、表紙と巻頭グラビアを飾る。この年、同誌の鈴木のグラビアを目にしたアップライトミュージック社長・森裕平が、芸能事務所に属していなかった鈴木を、設立したばかりの自社に所属させた。しかしながら、同社における鈴木の主な仕事は当初、電話番やスケジュール管理などの雑務であり、翌1988年1月に端役としてテレビドラマに出演するなどした以外、Winkを結成するまで目立った芸能活動は無かった。

### Wink時代（1988年 - 1996年）
1988年、ミス・アップ第9代グランプリである 相田翔子とWinkを結成し、4月27日のシングル「Sugar Baby Love」発売を以って歌手デビュー。Winkは、翌1989年には、年間62.95万枚を売り上げた「愛が止まらない」や、同じく54.873万枚を売り上げた「淋しい熱帯魚」などのヒット曲に恵まれ、この年の12月31日には、『第31回日本レコード大賞』での日本レコード大賞受賞 や『第40回NHK紅白歌合戦』への出場 を果たすなど、一躍スターダムに上りつめる。
Winkの各アルバムには、『At Heel Diamonds』（1988年12月1日発売）を除き鈴木のソロ曲が1曲または2曲収録されており、クール&ザ・ギャングのカバーや来生たかおの提供曲などを歌っているが、その他、鈴木単独としては、以下のような動向が見られた。
1990年12月22日公開の映画『きんぴら』に単独出演するが、この時期にはそれ以外のソロでの活動は行なっていない。
1991年11月25日発売のアルバム『Sapphire』以降、Winkの活動期間中には、Miyoko.A名義で3曲、鈴木早智子名義で2曲の作詞を手掛けた。
1992年3月25日、Wink時代唯一のソロ・アルバム『Mode』を発売。この年に特に集中的に、テレビドラマの脇役やバラエティ番組のゲストなどとして、単独でテレビ番組に出演している。
1993年10月20日より翌年9月7日までの1年間、『志村けんはいかがでしょう』（フジテレビ系）のコントにレギュラー出演。テレビドラマ以外ではWink時代唯一のテレビ番組単独レギュラー出演となった。
1994年11月、単身渡米し、およそ2週間、ニューヨークでダンスのレッスンやボイストレーニングを受ける。
1995年3月18日より26日まで公演された舞台『怪盗チェリーのレストラン』で、主演としてチェリー役を演じ、初めて舞台に出演。
この年、日本ボウリング場協会のCM「ボウリング マジック!!」に起用され、初のCM単独出演を果たしている。
1996年2月25日、Wink時代唯一のソロ・シングル「La Gioconda」を発売。
この年3月5日放送の『江戸の用心棒II』（日本テレビ系）において時代劇に初出演するが、2月下旬乃至3月初頭に京都の太秦でその撮影を終え、帰京した直後、所属事務所の社長より鈴木一人が社長室へ呼び出され、突如としてWinkの活動停止を宣告された。
同月31日を以ってWinkは活動を停止。鈴木は、2010年に上梓した自叙伝『負けじ魂』で、「今もって活動停止の理由や原因は分かりません。聞かされてもいないし、知らされてもいない。」と述べている。
その後の鈴木は、自らが専ら歌手であるという認識を保ち続けてゆくが、下記の通り、主にタレントや女優として芸能活動を継続することとなる。

### マンリープロモーション、尾木エージェンシー、ネバーランド在籍期（1996年 - 2002年）
Winkの活動停止後は、1996年は、Winkの所属していたP-ARTISTSが改名したものと鈴木がしているマンリープロモーション、1997年頃から尾木エージェンシー、次いで1998年頃からネバーランドに所属。なお、これら3事務所は、住所が同じであり、また尾木エージェンシーとネバーランドの電話番号が同じで、同一性がある。
Wink活動停止後にレコード会社であるポリスターとの契約が終了したため新曲が出せなくなり、暫くは、営業でWinkの楽曲を歌唱するというかたちでの歌手活動はあったものの、映画や舞台、テレビ番組への出演のほか、写真集の発売など、タレントや女優としての活動が芸能活動の中心となっていた。そのさなかである1998年、テレビ東京のリアリティ番組『ASAYAN』の企画「再起に賭ける芸能人オーディション」に、5月31日放送分より出演する。その企画内容は、外資系企業CMタイアップ曲の小室哲哉プロデュース権を賭けて、鈴木を含む「再起に賭ける芸能人」女性たちがニューヨークで共同生活をしながらレッスンを行なうというものであったが、鈴木は、周囲と同調せずに共同生活を拒否したり、他の企画参加者が易々とダンスレッスンをこなす中でレッスンを抜け出し、うまく踊れないこと等につき涙ながらに話したりするなどし、その後、レコード会社から打診を受けたという理由で無断帰国、この企画を離脱しつつも、 企画の前提であった外資系企業のCMタイアップが立ち消えとなった後に、新曲「INNOCENT SKY〜悲しみも届かないあの空の向こうへ〜」を披露する模様などが放送されている。鈴木自身は後に、この番組は、当初より台本があったのみならず、鈴木の与り知らないところで彼女を「悪役」として仕立てる編集がなされていたことなどを述べ、その不当性を述懐した。
同年10月28日、バンダイ・ミュージックエンタテインメントよりWink活動停止後初のソロ・シングル「INNOCENT SKY〜悲しみも届かないあの空の向こうへ〜」を発売。本作の表題曲は『64マリオスタジアム』（テレビ東京系）および『ワイン娘恋物語』（同前）両番組のエンディング・テーマ曲として用いられ、カップリング曲の「PEACE OF MY LIFE」は「バーコード対戦 バーディガン」（タムソフト）CMイメージソングに起用された。また、この年、第1回インターネット歌手ナビ音楽祭で「歌手ナビヒット賞」を受賞している。
この1998年という年はWink結成10周年にあたるが、12月29日放送の『祝!日本レコード大賞40周年記念スペシャル』（TBS系）において、相田翔子とともにWinkとして出演し、「淋しい熱帯魚」を歌唱した。また、翌1999年12月30日放送の『超える!テレビ』（TBS系）においてもWinkとして出演、「愛が止まらない」と「淋しい熱帯魚」を歌唱している。
2000年5月末、バンダイ・ミュージックエンタテインメントが解散したが、その後、ネバーランド在籍中においては、新譜を出すことはなかった。
同年6月、深夜1時過ぎに、首都高速4号線において乗用車を運転中、逆走してきた自動車と衝突、鈴木の乗用していた乗用車は大破し、彼女自身はむち打ち症で3週間ほど入院したが、後遺症は無く、その後もテレビタレントや舞台女優としての仕事を継続する。
当該時期においては、全体的に、タレントや女優としての活動が主な芸能活動となったが、本懐である歌手としては、1998年にシングルを発売できたものの、鈴木にとって不本意な結果となった『ASAYAN』の出演と、関連性が強いものになってしまった。

### オレガ在籍期（2002年 - 2008年）
2002年、オレガに所属。
2003年12月10日、インディーズ・レーベルであるWhat's Up? Groupより、Wink活動停止後初のソロ・アルバム『零〜re-generation〜』を発売。これを記念し、翌2004年の2月28日と5月28日に、「零〜re-generation〜TOUR2004」と題して、やはりWink活動停止後初のライブツアーを行なっている。
2005年の初めにはアルバム作成の意向を示してはいたものの、その後、オレガ在籍中に新譜を出すことはなかった。一方、同年は、歌手として以外の芸能活動において、該事務所在籍期における、従来見られなかった動向が見られる。2月11日放送のテレビドラマ『特命係長 只野仁』（テレビ朝日系）ではベッドシーンを演じ、同番組が最高視聴率を更新するほどの注目を集めたが、3月30日にオレガ在籍期唯一の写真集『Voice』を発売し、セミヌードを披露して、「最近では、テレビ朝日系「特命係長　只野仁」でベッドシーンにも挑戦するなど、色気にますます磨きがかかっており」と評される動向を示した。9月22日にDVD『Voice』も発売。その他、9月10日公開の映画『逆鱗組七人衆』に出演した。同じく2005年から、パチンコ・パチスロに関わる、地方局のテレビ番組出演や営業も目につくようになる。
2006年からは舞台に立つようになり、この年の3月7日から17日まで公演された『眠れぬ夜の電波ハイジャック』や、翌2007年7月29日から9月1日まで公演された『ちぎれた雲はどこへ行く』に出演した。
なお、鈴木は、自身の母が癌で本格的に入院するようになって以降、仕事から看病へと軸足を移し、殊に、父・妹・弟らと共に、草加市の実家に泊りきりで自宅看護を始めた2007年3月 から、母が享年64で死去する7月23日 までのおよそ4か月間は、所属事務所の手違いもあって降板できなかった舞台の稽古以外、仕事を入れなかったと述べている。鈴木の母がいつから本格的に入院したのかは判然としないものの、このように、病床の母に尽すべく、仕事をセーブしていた時期もあった。

### エグゼ在籍期（2008年 - 2013年）
2008年4月に、エグゼに移籍したとも言われる。
この年はWink結成20周年にあたるが、12月30日、『第50回日本レコード大賞』（TBS系）に相田翔子と2人でWinkとしてゲスト出演し、「淋しい熱帯魚」を歌唱した。
2009年3月31日、薬物服用により救急搬送されたと報じられ、自殺未遂かなどと憶測を呼んだが、同日中に会見を開き、日頃の睡眠不足によって安定剤を服用した旨など、その経緯を説明。
これより先、同年1月23日に、DVD『NATURAL 〜Respect my life〜』を発売し、セミヌード映像を披露したが、更に9月1日にはDVD『September Shock』を発売する。本作品は、その発売前に、メディアから「AV」あるいは「ソフトAV」などとセンセーショナルに報じられた。しかしながら、本DVDの発売元であるMUTEKIは、当該作品を「AV」であるとは明言しておらず、また鈴木自身は、この出演作品が「AV」ではない旨を述べている。それから間もなく、9月25日にはヌード写真集『one track memories』を、10月25日には同名のDVDも発売。
その後、この年には、精力剤である、宝仙堂の「凄十（すごじゅう）」の広告に起用され、「完全に清純派からセクシー路線に舵を切った」とも評された。
2010年2月20日公開の映画『宿命のジオード』に主役である三輪聖子役で出演したが、6月17日発売の『週刊文春』（文藝春秋）により、同映画やDVD『September Shock』で共演した舞台俳優と、4年にわたって不倫関係にあったと報じられる。この影響により、同月20日に自身のブログで当面の芸能活動自粛を発表。自粛中の7月から9月の間に初の自叙伝『負けじ魂』を執筆し、11月6日に出版して、翌日、TSUTAYA TOKYO 六本木店で行なった著書発売記念イベント で、不倫の否定と芸能活動復帰の発表を行なった。
復帰後は、2011年の前半まで若干のテレビ番組に出演。また、serial TV dramaが同年3月2日に発売する、Winkのカバー曲「愛が止まらない -Turn It Into Love-」（ソニー・ミュージックエンタテインメント）のミュージック・ビデオに出演し、2月12日には、同グループの渋谷クアトロにおけるライブにゲスト参加している。
その後、およそ一年の空白期間を経て、2012年半ば頃に地方での営業などのかたちで活動を再開。

### センス・プロダクション、TOffice、縁劇人在籍期（2013年 - ）
2013年1月より、かねて親交のあった 永福真子が経営するセンス・プロダクションに所属。
この年、在京キー局のテレビ番組2本に出演するなどしたが、その後、芸能活動が暫く途絶する。
2016年5月15日、活動を再開するが、復帰後のおよそ1年間はイベントへの出演にとどまった。
2017年8月12日放送の『心霊呪殺 死返し編』（CSエンタメ〜テレ☆シネドラバラエティ）に出演、8年ぶりのテレビドラマ出演を果たす。
2018年頃から芸能事務所の所属動向が不明瞭になる。
同年6月13日から17日まで公演された舞台『あいたま』に、声のみではあるが春巻梅役で出演。
この年はWink結成30周年にあたるが、8月18日放送の『思い出のメロディー』（NHK総合）において十年ぶりにWinkを一時再開し、「淋しい熱帯魚」と「愛が止まらない」を歌唱。そして10月16日には、『Special To Me』と題したWinkのトーク＆ミニライブ・イベントを、渋谷のマウントレーニアホールにおいて行なう。更に12月30日には、やはりWinkとして『第60回日本レコード大賞』（TBS系）に出演し、「淋しい熱帯魚」を歌唱した。
この時のWinkの一時再開は、前年から以下のような経過を経て実現している。2017年6月7日、相田翔子が自らのブログに、プライベートで鈴木とWink結成29周年を祝ったことを写真付きで記したが、同月29日には、テレビ番組『ノンストップ!』（フジテレビ系）で、Wink復活について鈴木と話し合っていることを語り、7月6日の『ORICON NEWS』の記事では、鈴木も同趣旨のことを述べた。8月21日になると、『サンケイスポーツ』によってWinkが2018年4月に再始動すると報じられたが、同日、これを目にした相田は、自身のブログにおいて驚く様子を記しつつも、特に否定はしていない。その報道から間もなく、9月5日に、鈴木が前所属事務所の社長に未払い給与金の支払いを求めているという件が『女性自身』により「泥沼金銭トラブル」と形容されて報じられる。この報酬未払いについては、鈴木がこの前所属事務所を提訴して2020年3月に勝訴することとなるが、『女性自身』の報道直後の時期には、事の真偽に拘わらず「金銭トラブル」が報じられること自体イメージダウンを招きかねず、この件がWinkの動きに影響を与えうるという見方も出され、2018年3月7日には、相田がWinkの再始動を一旦は完全に否定するに至っている。しかしながら、Winkのデビュー日である4月27日には、鈴木と相田が二人で出演するスペシャル・トークイベント『Special To Me』を、10月16日に開催することが告知された。それから3ヶ月ほど経った7月29日、都内のライブ・レストランであるCOTTON CLUBで行なわれた相田の30thアニバーサリーコンサート「This Is My Love V」に、シークレット企画として鈴木が登場し、相田とともに「淋しい熱帯魚」を披露。『思い出のメロディー』でのWinkの復活が報じられたのは、その6日後、8月4日のことであった。
同年においては鈴木単独での歌手としての活動も見られ、11月7日に上野恩賜公園野外ステージで行なわれた、レンベル・キャピタル主催の第1回震災復興支援チャリティーイベントに出演している。
2019年10月16日時点において、TOfficeが自社の公式サイトで鈴木を所属タレントとしている。その在籍開始の日時は判然としない。
2020年2月、TOfficeが自社の公式サイトより鈴木の記載を削除したが、これに代わり、縁劇人の公式サイトが鈴木の「MANAGEMENT」を公示するようになった。その移籍の日時は判然としない。
2021年から2024年の3年間、介護職として現場で勤務。
2024年9月23日にセンスプロダクションが公式Xに投稿したラジオ出演情報より、鈴木が過去に所属していた同事務所に再移籍したことが明らかになった。

## 人物

### 愛称
- さっちん

愛称は「さっちん」。表記は、「早っちん」 や、「サッちん」 など、様々になされる。
この愛称は、『UP TO BOY』1987年3月号のグラビアに「サッチン」とあるように、1988年のWink結成前からのもの。ただし、さっちんという愛称は、Wink結成前からプライベートで専用はされていなかったようで、鈴木をインタビューしたことがある プロインタビュア―・吉田豪によると、鈴木は、彼女を「さっちゃん」と呼んでいた友人から、Winkが売れて以降、「テレビでの呼び方」である「さっちん」と呼ばれるようになって、落胆したことがある旨を語っているという。
なお、ファンがこの愛称で呼ぶことについては、彼女は2008年に、自身のブログにおいて、「呼び名。　さっちんでも何でも　いいですよ～」と、ファンに向けて述べている。
- その他の愛称
  - さち

さっちん以外の愛称に「さち」があると、Wink時代初期の鈴木が述べたことがある[166]。それから20年ほど経過した2009年当時の所属事務所の社長が、鈴木を「サチ」と呼んでいる例がある[167]。
  - さっちゃん

相田翔子は、2017年に、自身のブログで、「Winkのデビュー当時から　早智子の事を　ずっと　さっちんと呼んでいたけれど　ある時から　大人びた呼び方をしたくなったのか　早智子と　呼ぶようになっていました」としているが[139]、Wink時代初期頃においては、相田が鈴木を「さっちゃん」と呼んでいる例も散見する[注 86][168][169]。
その時期の相田以外に、鈴木を「さっちゃん」と呼んだことのある人物には、Winkの音楽プロデューサー・水橋春夫[50] や、同デュオの楽曲の作詞を多く手がけた作詞家・及川眠子[170] などがいる。なお、及川がWinkの二人に初めて会ったのは、彼女が作詞した、1989年3月16日発売のシングル「涙をみせないで」の「歌入れ」の時だといい[注 87][171]、Winkとその楽曲の作詞家は接触を持つことがあった。

### 身体
身長157cm。靴のサイズ23.0cm。血液型A型。
- 過去の身体サイズ

Wink時代の初期までは、身長と靴のサイズ以外の身体サイズも公表されていた。Wink結成と関わりが深い、ワニブックスの隔月刊女性アイドル雑誌『UP TO BOY』、および同誌の記事を多く含む、同社刊のWinkの特集書『Twinkle Angels』に掲載されたものからその変遷を示すと、以下の通りである。
| 身長    | 体重 | B    | W    | H    | 掲載紙                                                   |
| ------- | ---- | ---- | ---- | ---- | -------------------------------------------------------- |
| 157cm   | -    | 78cm | 59cm | 85cm | 『UP TO BOY』1987年1月号p.50、3月号p.24、5月号p.11       |
| 157cm   | 43kg | 78cm | 59cm | 83cm | 『UP TO BOY』1988年5月号p.43、7月号p.12、1989年1月号p.60 |
| 157.3cm | 43kg | 78cm | 58cm | 85cm | 『UP TO BOY』1989年3月号p.91                             |
| 157.3cm | 43kg | 79cm | 56cm | 85cm | 『Twinkle Angels』（1990年4月10日）p.99                  |
身体サイズは、掲載媒体によって多少の相違がある。例えば学研の月刊女性アイドル雑誌『BOMB!』では、以下のように、特に体重が『UP TO BOY』のものと異なっていた。
| 身長  | 体重 | B    | W    | H    | 掲載号                                  |
| ----- | ---- | ---- | ---- | ---- | --------------------------------------- |
| 157cm | 40kg | 78cm | 56cm | 85cm | 1989年4月号p.71、5月号p.121、6月号p.193 |
| 157cm | 40kg | 78cm | 56cm | 86cm | 1989年9月号p.30                         |
1990年には、体重が35kgに減少していた時期もあり、『明星』1991年1月号の記事には、1990年の「夏のコンサート・ツアーが終わってから、しばらくのんびりしてたの。そしたら、8kgも太っちゃって、43kgに!」という鈴木の独白がある。
- 過去の視力

鈴木の視力は、『UP TO BOY』1989年3月号p.91に右1.0・左0.99、『Twinkle Agels』p.99に右1.0・左0.09とある。
『BOMB!』1989年5月号の記事によれば、その時期においては、普段、眼鏡を着用していた。翌1990年には、「以前コンタクトをつけていましたが、片方なくしてい（原文ママ）まったので今は眼鏡をしています。」という発言がある。

### 人物像

#### 自身の発言における人物像
- 若年時の飽き性とその後

幼少期の回想や、若年時に行なっている述懐においては、鈴木は自らを「飽き性」とする。
彼女が41歳の時、2010年11月に上梓した自叙伝『負けじ魂』では、小学2年生の時に歌手に憧れた際は、「私は自分の性格が飽きっぽいということも分かっていました。」「2～3年待ってみて、それでも飽きなかったら本物」 と、自身の飽き性な性格故に、慎重な態度を示したとする回想を行なっている。2006年3月、37歳の時の、吉田豪によるインタビューでは、「鈴木さんは昔から歌手志望だったみたいですね。」という吉田の言を受けて、「いろいろ興味はあったけど、歌手以外は飽き性でしたね（笑）。」と語った。
また、「飽き性」ということに関しては、21歳の時、1990年4月に出版されたWinkの特集書『Twinkle Angels』における、「英会話はずっとしてみたいと思ってるけど、私って飽き性だから（笑）、ただ軽い気持ちで「やろうかな」なんて始めたりしても中途半端になるだけだと思うの。」という発言もある。なお、英会話を実際に学んだのは、1994年、25歳の時に、ニューヨークでレッスンを受ける時期 と、1998年、29歳の時に、同地での『ASAYAN』の収録期間中において、「英語辞書を持ち歩いて話すようにしたり」していた時期であるが、後者の時期には「英語もわからない自分がどこまでできるか。」と思案していたことも述べており、英会話の習得は出来ていなかったように語っている。
自らの若年期以前に関する発言が上記の如くであるのに対し、成人となった頃以降に関して、壮年期における次のような発言がある。2003年、鈴木が34歳の時、20歳頃から好んでいたしゃぶしゃぶや、当時、止められなくなって1年程度経っていた携帯電話の麻雀ゲームを例にした、「一つのことがずっと好きではまると長いんですよ。」とするものである。
鈴木の壮年期の趣味には、「趣味・愛好」の小節で後述する如く、バス釣りのように、30歳前後に2年ほどで終わったものもある一方、ボウリングのように、10代の終わり頃以来、長く続いたものもある。
- 凝り性、こだわりのある気質

鈴木は自身を「凝り性」ともしている。
『負けじ魂』では、Wink時代の給与の使途について、「凝り性なのでもしジュエリーに興味があったら大変だったと思います。」と語る。
凝り性の具体例としては、『Twinkle Angels』では、「中学の時、すごくケーキに凝ったことがあって」、「いろんな所で食べつくし」、「おいしい店にはとってもくわしかった。」 と述べている。
凝り性と関わるが、少女時代においては、1年程度で嗜好が変わる場合があっても、その嗜好が継続している期間は、「こだわり」を持っている言説が見られる。服装の色に関して、1988年、19歳の時の鈴木による以下の発言がある。
「昔はヘンなこだわりがあったの。中1の時は、とにかく黒しか着なかった。黒って大人っぽいって。で“黒以外に着ちゃいけない”って自分で思いこんじゃって。1年経ってやっと白も着るようになって、中3になったら、急にピンクが好きになって。高校生になったら、なんとオレンジとか着て。そういう時期ってないですか、蛍光色が好きになるっていう……。最近、やっと、いろんな色を着てみたいと思うようになって。だって、このまま死んじゃうのイヤだし、いろんな服を着てから死にたいし」
- 少女時代における目標達成のための極端さ

先述のこだわりのある気質と関わるが、以下のように、少女時代における鈴木は、歌手になるため「やれるとこまでやる」という「目標」達成のため、自身をして「極端」と言わしめる人生選択をしている。
2006年の吉田豪によるインタビューでは、高校に入学した1984年に、「高校が芸能活動禁止だと聞くなりすぐ休学届を出しちゃうとか、ホントに極端な性格というか。」という吉田の言を受けて、鈴木は、「すごい極端です!　ドラマの衣装合わせをサボッちゃったこともありますよ。バレー部員の役で、髪を切らなくちゃいけなくて、それがショックで。もちろんいけないことなのはわかってたので、すぐ事務所に「ご迷惑をおかけしたので辞めさせていただきます」って言って。」と答えた。この、芸能事務所の退所について、鈴木は後に、「歌手の仕事ではないので未練がなかったのでしょう。」と、当時の自身の気持ちを推し量っている。吉田のインタビューに戻ると、この退所後に高校を退学したことについて、鈴木は、歌手になるため「やれるとこまでやるのが目標だった」ため「あえて追い込みたかったんですよ。」と語った。この目標が達成されるのは、彼女がアップライトミュージックに所属して1年ほど経った1988年、Wink結成が未だ決定していない時期に、歌手デビューの見通しもなく下積みが続く中で引退を決意した時であり、「ホントに自分でやれるところまでやってダメだったから、悔いはなかったんですよ。」と述べている。なお、引退決意から間もなくWink結成が決るため、引退は実行はされていない。
- 処世における不器用さ

鈴木には、その処世において自身が「不器用なイメージが強」いとされた際に、これを否定せず、そのような自己のあり方を肯定的に捉える発言がある。
それは、2010年、41歳の時に、吉田豪が行なったインタビューで、吉田による、鈴木が「ホントに損な性格というか、不器用なイメージが強くて。」という発言を受け、彼女が、「まあ、器用よりはいいですけどね。Wink時代から人生これできたので、急に器用になって、急にうまく世の中を渡れるような自分になれるわけでもないし。いままできた自分のまま、これからもいきたいなって。」と語っているものである。
鈴木は単純に自己肯定をしてはおらず、吉田が、「うまくやれる人が羨ましくないですか？」と問うと、「そりゃ羨ましいですよ！　でも、なれるわけじゃないので。それはそれで人それぞれの人生があるし生きかたがあるので。その人にはその人の悩みがまたあるかもしれないし。だから、ないものねだりですよね。」と答えてもいる。
鈴木の「不器用」さとは、具体的には以下のようなものである。
- 様々な要因で悩みをストレートに伝えられないこと

前記した吉田の「不器用」という発言は、以下の対話を受けてものである。鈴木が、1998年、29歳の時における『ASAYAN』の「やらせ」について暫く公表しなかった件に関し、リアルタイムでの「暴露」をしたくない考えを持っていたことや、事態に対する諦念があったこと、心の傷が大きかったこと、弁明をしても人間的成長ができないと考えていたこと、そして、テレビ局側へ「迷惑」がかからないよう考慮していたことなど、様々な要因によっている旨を語っているものである。
――本を読んで思ったのは、鈴木さんは『ASAYAN』出演時にもやらせで悪役にされて10年以上経たないと番組名も口に出来ないぐらいのトラウマを抱えたわけですけど、つまり本当に悩んでいるときにそれをストレートに伝えられない人じゃないですか。
鈴木　そうですね。たとえば『ASAYAN』にしても、そのとき言ってしまったら、やっぱり暴露になっちゃうじゃないですか。
――でも、そのときに説明しておかないと、そのまま信じられちゃうと思うんですよね。
鈴木　だけど、やっぱり耐えなきゃいけない時期ってあるんですよ。そのときにどんなに真実を伝えたくて言っても、特に『ASAYAN』の場合はあれだけ強く叩かれてしまった中で、それに対して一生懸命反論してもそのときはもうしょうがないじゃないですか。受けてる傷も大きいですし、そのときは。
――とりあえず、傷が癒されるのを待つ、と。
鈴木　そうですね。そのときは、それでも人生経験として良い方向に持っていきたい思いが強かったですし、愚痴っぽくそれをガーガー言ってたら自分が成長できないので。やっぱり、いつか真実を言えるときがきたら言おうと。結局12年ぐらい経ちましたけど。やっといまなら言えるんです。もう時効だし、局側にも迷惑かからないだろうしって。
- 覆りそうにない不本意な事態に対する不抵抗

上記と関わるが、鈴木は、不本意な事態があっても、それが覆えらないと判断した場合、抗議や、その事態に至った理由の追究等を諦める旨を語る。
『負けじ魂』では、前記『ASAYAN』の一件について、番組収録中にはスタッフに再三抗議したが、収録終了後には番組側などに抗議しなかったことに関し、「番組や事務所に対して文句を言うこともできました。でも、文句を言ったからといって、番組が放送された事実は消えません。仮に抗議をしたところで、番組が「あれはやらせだった」と言ってくれるわけがありません。」と述べている。
そして、同書には、1996年、27歳の時に、所属事務所の社長からWinkの活動停止を告げられた際、「なぜですか?」「何度、こう聞こうと思ったことでしょう。」としつつ、「覆ることはないのだから」「こう思うと、聞く気になれなかったのです。」として、活動停止の理由を質さなかった旨の記述がある。
- 不利な状況の回避に優先される信念の貫徹

こうした「不器用」さや、先述のこだわりのある気質とも関わるが、『負けじ魂』に、鈴木には引き受けた仕事を放棄しないというべき信念があり、自身の不利な状況を回避することよりも、その信念を枉げずに貫徹することを優先させる旨が記されている。具体的には以下の通りである。
前記『ASAYAN』収録中に、事前に説明が無かった「鈴木早智子叩き」の番組構成がなされていることに気づいた際、「ここで話をひっくり返して番組を降りることも考えましたが、いったん引き受けた以上、降板するのは負けだと思いました。」として、この仕事を継続したことを語る。
また、2009年、40歳の時、DVD『September Shock』の撮影において、もとはドラマの一部に短いヌードシーンがあるだけだったはずが、急遽ほぼ全編性交シーンを撮ることを何時間も迫られた際、「ここで全部をひっくり返すこともできます。でも、やめれば契約違反で違約金も発生してしまう。一度引き受けた仕事から逃げ出すことが許せない私は、ここで歯を食いしばって頑張るしかない、と覚悟を決めました。」として、話を呑んだ旨を述べている。
- 饒舌

『負けじ魂』では、Winkが「無表情」とされたことについて、緊張でうまく話すことが出来なかったとしつつ、「私は本来、よくしゃべる人です。それは翔子も同じ。」と述べている。
なお、このような饒舌さという点に関して、この鈴木の自意識と一致した言及が他者からなされることもある。『Twinkle Angels』で、「WINKの楽屋は、メチャクチャにぎやか。サッチンの「キャー、どーしよー!」という奇声や、翔子の「たいへん、たいへん」から始まるオシャベリがイッパイ。」とされている例を始め、後年の、2010年前後の鈴木の各インタビューにおいて、彼女を「饒舌」としている例などもある。
- 目立つことや華やかなものへの苦手意識

『負けじ魂』では、「今でもそうですが、私は目立つことが好きではありません。小学生の頃は、人前で歌うと体が震えてしまいました。この性格に、ずっと悩んでいたのです。」としつつ、歌う際に人前で震えることに限って、小学生の時に克服したことを述べている。
2006年の吉田豪によるインタビューでは、「華やかなものが苦手ですし、人前に立つことも苦手だし。」と語っており、自身が目立つことのみならず、「華やかなものが苦手」であるともしている。
- 容姿に関する不満

1990年4月の『Twinkle Angels』で鈴木が一問一答に答え、「Complex――考えたことない」と述べたことがあるが、自身の容姿に関する不満を語ることがあった。
やはり『Twinkle Angels』で、「私、鏡見るのあんまり好きじゃないの。昔から自分の顔とか見るの、大きらいで必要なとき以外、ぜったいに見なかった。今でもそう。」と述べたが、翌1991年初頭に、「私、自分の顔って好きじゃないの。で、手鏡しか使わないの。」という発言もあったように、鏡を見ることを嫌うのは、自身の顔立ちを好まないことによっていた。その後、2006年や2010年の吉田豪によるインタビュー時点でも、鏡を見ることは好まないとしているが、鈴木はその理由を述べておらず、自身の顔立ちを好まないという心情が経年変化していたか否かは不分明である。
自らの容姿に関する鈴木のその他の言及は、以下の通りである。
1989年初頭、20歳を目前にした時点では、「なんでこんなに童顔なんだろうって思っちゃうんです。」「私は17歳位にみえるから、なんだ子供かって思われるでしょ。それが凄くイヤで。」と語っている。ただし、同時期には、「自分の顔の中で」どこが好きかという問いへの返答として、「顔は大きらいだけど、あえて言うと目かナ?」という発言もある。
『負けじ魂』では、1984年、15歳の時の回想の中で、「私は癖毛ということもあり、昔から髪型を気にするタイプ。」と語っており、自身の髪質について気にかけていたことを述べた。
顔や髪質以外では、20歳の時、1989年6月1日放送の『ザ・ベストテン』（TBS系）において、「自分の体の中で一番好きなところはどこですか?」という問いに、「嫌いなところはあるけど、好きなところはあんまりない。」「嫌いなところは脚とかね。なんか、太ももとか。」と答えている。

#### 他者の発言における人物像
- 相田翔子の発言における鈴木の人物像

鈴木と相田翔子は、デュオ結成以来、良好な関係が続いているといい、鈴木とそのような関係にある相田は、鈴木に関して以下のように語ってきている。
Winkが結成された1988年においては、「サッチャンにはじめて逢った時、すっごく明るくて、元気いっぱいって印象だった。私はすごく人見知りするタイプだから、〝サッチャンの元気って尊敬できるな〟と思った。」「明るくて凄い優しい人だなって思って。お姉ちゃんと同じ歳で相談とかできていいんじゃないかなと。」「明るくて、いつもイキイキしている。」 など、明朗な人柄であることを述べている。
同時期には、鈴木の短所と長所について、「まず悪いところはお調子モノで」「2人のつきあいがすごいクールなんですよ。あと早智子のいいところは、結構いろんなコトに対してすごいしっかり考えてるなーって思って。先の事まで考えすぎて、それが欠点になる事もある」と語ったこともあった。この鈴木の長所に関連して、相田は、Wink時代の後期である1994年に、鈴木の「尊敬しているところ」として、「しっかりとした計画を持って行動している」点を挙げてもいる。なお、「2人のつきあいがすごいクール」という点については、Wink時代初期において、鈴木と相田は仕事終わりに渋谷などで連れ立ってショッピングや食事はするものの、オフの日はほとんど別行動であるとされている。
その他、Wink時代においても、その活動停止後においても、しばしば、考え方や、目立つことを好まない性格など、自身と鈴木の同質性を語ることがある。この2つの時期から発言例を任意に一例ずつ挙げる。
Wink時代の1989年には以下の発言例がある。
ウワサ話とか、考えてることがそっくりで、車の中とかでも異常にもりあがっちゃうんです。頭のレベルとかも一緒で、２人とも勉強は好きじゃない（笑）
そして、1996年のWinkの活動停止から21年を経た2017年には、以下の発言例がある。
デビュー前のレッスン期間中は二人で行動しながら、事務所で毎日、電話番をしたりしていました。その時、波長が合うというか、お互いの空気感が似ているということがわかったんです。社長は、周りを蹴落としてでもトップに昇りつめるんだ!　と鍛えようとしていたんですが、二人とも前に出るタイプではない。ただ歌が好きなだけで闘争心もない（笑）。
デビューして、二人でキャンペーンで全国を回ったんですが、お客さんが集まらなくていつも泣いてて。そういうところも一緒でしたね。
- 香瑠鼓の発言における鈴木の人物像

1988年の「愛が止まらない」以来、Winkの振付を多く手がけた振付師・香瑠鼓は、鈴木を「自分なりのセンスを持っているアーティストタイプ」と語る。2018年のインタビューにおいて以下のように述べている。
出会い始めの頃は、それこそ連日ダンスの特訓みたいな感じで毎日会っていたんです。レッスンには私服で来るので、そこで個性が見えましたね。さっちんは毎回違ったウィッグ（かつら）をつけて来てました。当時はウィッグがまだ流行っていない頃だったんですけど、彼女は自分なりのセンスを持っているアーティストタイプだな、と思いました。この間会った時に、その話をしたら、本人は思いっきり忘れていたんですけど。（笑）それをとても印象的に覚えています。
また彼女は、鈴木が、日常的な言動において、「すぐ自分の興味のある方向にい」って、「自分の世界にすぐ入」ることや、そのようにして入り込んだ「自分の世界の中で生きていて」、「愛おし」さを感じさせる、「ちょっとズレてる感じ」を持つことなどを述べた。具体的には、前記したインタビューにおいて、Winkの二人と、2018年の『思い出のメロディー』（NHK総合）収録で久しぶりに再会した際のことを回想して、以下のように語っている。
さっちんは自分の世界にすぐ入っちゃって。当時は私は眼鏡をかけていなかったんですけど、その収録に眼鏡をかけていったら、子どもみたいに「あ、先生、眼鏡!?」ってすぐ突っ込んできました。それがまた可笑しくて。（笑）さっちんは、すぐ自分の興味のある方向にいくんですよね。凄く久しぶりに会うんだから、普通は「こんにちは!」とか「お久しぶりです！」じゃないですか...さっちんは「こんにちは!」を言う前に、眼鏡のことを突っ込んできて、「あぁ、さっちんらしいなぁ」って。さっちんは自分の世界の中で生きていて、相変わらずちょっとズレてる感じがとても愛おしかったです。
「自分の世界」に入る点に関しては、歌唱パフォーマンスにおいても見られるように述べている。同前インタビューにおける、「当時、Winkのふたりが香瑠鼓さんに教えられた難しい振付を必死にやっていたら、それが結果的に無表情になってしまった、というのは本当ですか?」という問いへの返答の中で、香瑠鼓は「そうですよ。」と肯定しつつも、「よくよくみると、さっちんは自分の世界に入っているのでかすかに笑っているくらい」と語っている。
- 森裕平・吉田豪・及川眠子の発言における鈴木の人物像

1989年において、Winkの所属事務所アップライトミュージック社長（当時）・森裕平は、「翔子は、器用な分、油断するところがある。すぐ覚えるが、すぐ忘れるタイプ。早智子は不器用だが、完成度は高い。なかなか覚えないが、絶対に忘れないタイプだね。」と語っている。
森の発言は、Wink時代初期における歌唱パフォーマンスの習得に関するものであるが、先述の通り吉田豪が、2010年の鈴木へのインタビュー中に、彼女の処世に関して「不器用なイメージが強」いという言葉を、鈴木に向けて発している。また、そのインタビュー掲載誌の発売期間中である、同年12月9日に放送の『小島慶子 キラ☆キラ』（TBSラジオ）において、吉田は鈴木を「不器用で頑固な人」と形容した。
これに関連する事柄として、及川眠子により、鈴木の「ピュア」な気質と、「剥き身で生きてる感じ」について言及があったこともある。吉田豪が、及川を2015年にインタビューした際、以下のやり取りがある。
──あのふたりの人生が対照的なのもおもしろいですけどね。さっちん（鈴木早智子）が本当にしんどい人生を送るじゃないですか。何度か取材したんですけど、「ここは触れないでください」みたいな話ばっかりなんですよ。
及川　ピュアなんですよ。すごくピュアなんだけど、剥き身で生きてる感じなんですよ。
──さっちんは、当時付き合ってた彼氏のために芸能人AVみたいなものに出たりしてたわけですけど、ピュアだからこそ騙されやすくもあるんだろうなって。
及川　言ってみれば痛い子ですよね、剥き身の子だから。
なお、この時のインタビューにおける及川には、吉田が、「Winkのさっちん取材のとき、ボクが持ってるWinkのCDを全部持ってったら、さっちんが「これ知らないです」みたいなのが結構あって。」と話した際における、「あれはボーっとしてるから（笑）。」という応答もある。

### 好きな花
Wink時代の初期に、好きな花が何か言及する、あるいはされることがあったが、相田翔子の場合、桐、梅、スターチス など、変化があったのに対し、鈴木の場合は一貫して、かすみ草であった。1988年のWinkのデビューの際には、所属事務所から贈られた花束にこの花が束ねられていたことを喜んでおり、1990年においては、かすみ草を購入して自室をコーディネートしている旨を語っている。
鈴木はこの花についてこのように述べていた。
かすみ草って、小さくて、白くて、地味なイメージだけど、素朴で純粋で、フンワリ包んでくれる優しさを持った花って感じしません？　この花を持っていると、心が洗われる気がして、なごむんですよね。

### 趣味・愛好

#### カラオケ
鈴木が2016年に、「歌は私の原点。やめることはありません。いまでもカラオケに行くと6、7時間は歌っちゃいます」と話している通り、カラオケは、鈴木の歌手としてのアイデンティティと密接に関わる、幼少期からの趣味である。
小学2年生の時（1976年～1977年）に、テレビでピンク・レディーのデビュー曲「ペッパー警部」（1976年）を見た時から歌手に憧れを抱くようになるが、小学6年生（1980年～1981年）頃には、お年玉をすべて歌にまつわるものに使うようになって、8トラックのカラオケセットを購入したといい、「そこから私の長いカラオケ人生が始まりましたね。」と鈴木は語る。
少女時代において、ピンク・レディーの次に好きになった歌手は松田聖子であったが、当時はポップスのカラオケが少なかったため、八代亜紀の「雨の慕情」（1980年）や、川中美幸の「ふたり酒」（1980年）、美空ひばりの「おまえに惚れた」（1980年）、五輪真弓の「恋人よ」（1980年）などを歌っていたという。Wink時代初期にも、テレビの音楽番組において、カラオケで演歌を歌っていることを述べ、石川さゆりの「津軽海峡・冬景色」（1977年）の歌唱を披露したこともあった。
なお、やはりWink時代の初期において、鈴木のカラオケ・カセットの所有数が350本、1,500曲分とされていたが、カラオケのレパートリー数が1,500曲ともされ、特に後者については、Winkの活動停止後にも暫く言及されることがあった。しかし、鈴木はのちに、そのレパートリー数に関しては、把握していなかったことを打ち明けている。

#### その他
- ピアノ

Wink結成前である1987年、18歳の時に、それより前に習っていたピアノを趣味として挙げつつ、クラシック音楽はあまり聴かない旨を語ったことがある。
歌手となった鈴木がピアノの弾き語り等を行なった例は未確認。
- ドライブ

公表されている鈴木の唯一の資格が、18歳の時に取得した普通自動車免許であるが、鈴木は、『負けじ魂』において、「私は車が大好き。車そのものというより、一人になれる空間が好きなのです。」と語る。Wink時代には、オフの日にドライブを楽しんでいたといい、初めて購入した自動車である日産・180SXが、最も思い出深い車であると述べている。
- 読書

鈴木はWink時代の前期に愛読書に言及しており、19歳の時である1989年初頭にはポール・ギャリコ『雪のひとひら』、翌1990年4月の『Twinkle Angels』では「銀色夏生さんの詩集」としている。後者について、更に翌年である1991年初頭には、具体的に、以下のように語った。
銀色夏生さんの本は、幼なじみのヤッコがくれたもの。銀色さんのポエムって、独立して1編ずつ読めるので、何かあるたびに読んでるの。特につらいときは、元気づけてくれるのです。ステキな銀色ワールド、ジーンときます。
なお、上記の発言の際に、以下のように『赤毛のアン』についても言及している。
子供のころからアンのシリーズはずっと愛読書です。今回は、映画の『赤毛のアン』を見て、またまた読み始めました。読むたびに感動です。そして、今の夢は、プリンス・エドワード島に行くことなの。
- バレーボール、ゴルフ、テニス

1989年初頭、19歳の時に、好きなスポーツとしてバレーボールを挙げている。アニメ『アタックNo.1』を見た影響で幼少期に行なったことがあったといい、中学生の時にはバレーボール部に所属していた。1992年初頭、22歳の時には、中学生時代のこの部活動について、「朝５時起きで〝朝練〟行ったり。ハードだったけど、本当に好きだったから楽しかった。今でも機会あればやりたいと思っているんですよ。」と語っている。
趣味や愛好スポーツにまではなっていないが、1989年初頭前後に、行ないたいとする希望を再三述べていたスポーツとして、ゴルフがある。Wink時代の最初期である1988年末頃には、友人らが楽しんでいるのを見て、自身も行ないたいと希望していたものである。1989年初頭、20歳を目前にした時期には、成人となるにあたり、「これをチャンスに、人間関係の幅がもっと広がるように、ゴルフを始めようかなと思っています。友達でも最近始めた人が多いし、何と言ってもゴルフはオトナのスポーツですから（笑）。」と語った。それからすぐに、歌に専念すべきだという理由で断念しているが、同年内に再び「ゴルフもやってみたい」と希望を述べるようになっている。その後、Wink時代後期である1994年、25歳の時には、「秋にやりたいスポーツは？」という問いに、「ゴルフ、もしくはテニス。」「デビュー当時から英語とゴルフに関してやりたくてね。ゴルフは海外に行った時にちょっと遊びでやったので（笑）」と答えており、嗜む機会は得ていた。
上記の鈴木の発言に現れるテニスは、21歳の時、1990年4月の『Twinkle Angels』で、好きなスポーツとして挙げていたものである。バレーボールのように、アニメ『エースをねらえ!』を見た影響で幼少期に行なったことがあったというが、1989年6月15日から21日にかけての7日間 における、写真集『Double Tone』（ワニブックス）撮影のためのハワイ滞在中に、レジャーとして行なったテニスの勝ち抜き戦が「テニスをやるの２回目」という機会だったとしている。その後、1990年初頭までに、テニスのプライベートコートへ3度行っており、前述の通り好きなスポーツとして挙げるようになっていた。1992年初頭には、「地元（草加）でやるオートテニスが楽しい。」という発言がある。
- 料理

21歳の時、1990年4月の『Twinkle Angels』で、仕事柄、食事が不規則で胃を悪くすることがあるため、規則正しい食事が出来るよう工夫すべく、「料理に凝ってる」と述べている。これと類似した、同じ年の発言として、前年に外食が原因で胃を悪くしたとし、手ずから料理をしようと考えている旨のものもある。
1990年以前に関しては、芸能事務所に所属していなかった時期である1987年2月28日、18歳の時のインタビューで、料理を好むか問われた際、弟や妹に時折ケーキなどを作る程度である旨を返答しており、Wink時代初期の1989年初頭、19歳の時には、歌に専念すべく、先述のゴルフ同様、料理を諦める旨を語っている。
なお鈴木は、Wink時代の中期、1992年8月18日放送の『夕食ばんざい』（フジテレビ系）に単独出演し、豆腐料理「ボロボロ」の調理を披露したことがあった。彼女は、「知り合いのおばさんから教えてもらった料理。豆腐を木べらでつぶしながらボロボロにいるので、“ボロボロ”と呼んでます。ニンジンが苦手だったのですが、みじん切りなので、この料理ならおいしくいただけます。」と述べている。のち、1994年において、相田翔子は、鈴木の「得意料理」は「おトウフのボロボロ？」としている。
- ボウリング、ビリボー

1989年初頭、19歳の時に、「最近はボウリングに凝ってるんですよ」という発言がある。翌1990年4月の『Twinkle Angels』にはこの球戯に関する記述は無く、料理以外に「凝ってる」ものが思いつかないように鈴木は語っているが、その翌年、22歳の時においては、ボウリングに夢中になっているとされており、相田翔子によれば、1994年、25歳の時においても鈴木はこれに凝っていた。更にその9年後、34歳の時である2003年9月19日放送の『celeb-life』（BSフジ）では、この当時においても彼女がボウリングをよく楽しんでいたことに関して取材がなされている。この番組において彼女は、ボウリングに凝り始めた理由を、友人の誘いで初めてこれを行なった際、自身が思いのほか拙劣であったためであるとし、上達すべく熱中することになった旨を語っている。
この趣味は、Wink時代末期である1995年に日本ボウリング場協会のCM「ボウリング マジック!!」に起用されたり、更にその翌年、Winkの活動停止後に、『ザ・スターボウリング』（テレビ東京系）へ出演したりするなど、自らの仕事とも関わるものになっている。
その後、2008年、39歳の時には、ビリヤードとボウリングを組み合わせた球戯であるビリボーに夢中になっている旨を述べている。
- バス釣り

30歳前後に、友人の影響でバス釣りに2年ほど夢中になっていたという。鈴木は、「私、友人の趣味にハマることが多いんですよ。」と語る。

### Wink最盛期における仕事のストレスと、病臥・「病弱」イメージ、失踪、喫煙

#### 病臥と「病弱」イメージ
鈴木は、Wink時代の最初期から風邪などでダウンすることがあり、1989年の初頭に、「デビューしてからホント急に体が弱くなっちゃって……」と語ったことがあるが、その後、1989年から翌1990年にかけての、Winkの最盛期で多忙を極めた時期には、以下のように病床に臥している。
まず、1989年5月29日に、咽頭炎で生放送番組の『歌のトップテン』（日本テレビ系）を欠場。
そのおよそ半年後、11月9日生放送の『音楽派Together』（TBS系）を急性胃炎により欠場。
翌12月にも腹痛でダウン。
『第31回日本レコード大賞』と『第40回NHK紅白歌合戦』を前日に乗り切った1990年の元日には、ストレス性の急性胃腸炎で倒れ、入院することとなり、1月8日に『歌のトップテン』を欠場。また、その翌々日である10日に公演予定だった、静岡県の磐田市民文化会館における「Shining Star Concert」が、同月22日に開催されることとなり、この公演が行なわれた日に生放送された『歌のトップテン』においては、コンサートを終えたWinkが同地から中継で出演している。
そして同年7月に急性肝炎で自宅療養を余儀なくされ、同月4日生放送の『夜のヒットスタジオSUPER』（フジテレビ系）や、15日放送の『スーパーJOCKEY』（日本テレビ系）、25日放送の『邦ちゃんのやまだかつてないテレビ』（フジテレビ系）を欠場した。これに加え、同じ月の14日から開催されたコンサート・ツアー「Especially For You II」は、暫く相田翔子が一人で行なうことになり、鈴木は同月26日の川崎公演から出演している。なお、この時の病臥に関し、週刊誌において、倒れた10日後にスタッフと共に飲酒していたと報じられたことがあるが、後年、これについて吉田豪が鈴木へのインタビュー中に言及した際には、彼女は、飲酒をしないためそれはありえない旨を語っている。
その他、左側の腎臓が生まれつき弱く、腎結石で血尿になったこともあるという。
これらによって、Wink時代には、鈴木に「病弱」というイメージがつくこととなったが、彼女自身が語るところによれば、Wink結成前には病弱ということはなく、「精神的なものが左右した」ものであった。その後、ヒット曲が少なくなってきた頃からは、余裕を持って歌を歌えることにより、やっと仕事が楽しめるようになったという。
なお、相田翔子にも「病弱」イメージが付されたことがあり、週刊誌の記事で「病弱アイドル」と形容されたこともある。

#### 失踪
病臥という点では、上記以外にも、1989年3月23日収録の『がんばれドラゴンズまつり』（名古屋・CBCテレビ）、および同日生放送の『ザ・ベストテン』（TBS系）を、「風邪」という名目で欠場しているが、これは、実際には、Winkが急激に売れたことによる、「殺人的なスケジュール」を伴った環境の激変に耐えかねて、失踪したものであった。この日の朝、「隣の部屋」の相田翔子に、「本当にごめんね」と書いた置手紙を残し、当時の茨城県鹿島郡大洋村（現・鉾田市）にあった自家所有の山小屋に隠れ、当日か翌日、失踪から戻ったという。この失踪は、メディアに報じられることもなく、隠し通されていた。
なお失踪当時は、同年3月3日から始まっていたWinkの地方キャンペーン期間中であり、この月の「殺人的なスケジュール」とは、具体的には以下のようなものであった。
| 日付（曜日）           | スケジュール内容 |
| ---------------------- | --- |
| 1日（水）              | 明治製菓「ディーディー」のCM撮影。取材。『スポーツ気分で遊ING!』（ラジオ日本）収録。                                                                                      |
| 2日（木）              | 明治製菓「マーブルチョコレート」のCM撮影。テレビ朝日のドラマ収録。『ザ・ベストテン』（TBS系）生出演。                                                                     |
| 3日（金）              | 仙台キャンペーン。 |
| 4日（土）              | NHK鳥取の番組公録に出演。 |
| 5日（日）              | 鳥取・山陰放送の番組公録に出演。 |
| 6日（月）              | アルバム『Especially For You』レコーディング。『歌のトップテン』（日本テレビ系）生出演。                                                                                  |
| 7日（火）              | 『歌え!ヒット・ヒット』（テレビ東京系）収録。アルバム『Especially For You』レコーディング。                                                                               |
| 8日（水）              | アルバム『Especially For You』レコーディング。『カッ飛び歌謡ランド』（ラジオ日本）収録。 『ヤングスタジオ』（FM東京）収録。『オレたちひょうきん族』（フジテレビ系）収録。 |
| 9日（木）              | アルバム『Especially For You』レコーディング。『ザ・ベストテン』（TBS系）生出演。                                                                                         |
| 10日（金）             | アルバム『Especially For You』レコーディング。『ミュージックステーション』（テレビ朝日系）生出演。                                                                        |
| 11日（土）・12日（日） | 大阪キャンペーン。 |
| 13日（月）             | 大阪キャンペーン。『徹子の部屋』（テレビ朝日系）収録。『歌のトップテン』（日本テレビ系）生出演。                                                                          |
| 14日（火）             | アルバム『Especially For You』レコーディング。 |
| 15日（水）             | 沖縄滞在。 |
| 16日（木）             | 沖縄滞在。『熱帯夜スペシャル』（テレビ朝日系）ロケ。『ザ・ベストテン』（TBS系）に中継で生出演。                                                                           |
| 17日（金）             | 沖縄滞在。 |
| 18日（土）・19日（日） | 札幌キャンペーン。 |
| 20日（月）             | 福岡キャンペーン。東京で『歌のトップテン』（日本テレビ系）生出演。 |
| 21日（火）             | 鹿児島・南日本放送の100周年記念イベントに出演。 |
| 22日（水）             | 福岡でイベント。 |
| 23日（木）             | 『がんばれドラゴンズまつり』（名古屋・CBCテレビ）にゲスト出演。『ザ・ベストテン』（TBS系）生出演。 ※ この日の朝、鈴木失踪。                                               |
| 24日（金）             | アルバム『Especially For You』レコーディング。『吉村明宏のときめきバナナ』（ニッポン放送）出演。『ミュージックステーション』（テレビ朝日系） 生出演。                     |
| 25日（土）             | 岡山・山陽放送のイベントに出演。 |
| 26日（日）             | 『ローソンフレッシュフェスティバル』（ラジオ大阪）の公録に出演。大阪・近鉄百貨店阿倍野店でミニ・コンサート。                                                              |
| 27日（月）～30日（木） | 雑誌『UP TO BOY』のグラビア撮影のためグアム滞在。 |
| 31日（金）             | アルバム『Especially For You』レコーディング。 |

※ 注記が無いものは『ORICON WEEKLY』1989年3月6日号～同年4月3日号所載の「STAR SCHEDULE」による。
この頃のWinkは、「休みなんて、1カ月に1日あるかないか。6時間も寝れれば大満足という毎日。」と言われていたが、上記の通り、実際に休日が皆無の中で、アルバム『Especially For You』レコーディングの傍ら、地方キャンペーンで日本各地を巡りつつ、時には東京と地方を往復して、『ザ・ベストテン』や『歌のトップテン』、『ミュージックステーション』といった音楽番組等に出演するなどのスケジュールが組まれていた。Winkの人気が過熱していた時期における、地方キャンペーン中のこうした初めての「殺人的なスケジュール」を、当時の鈴木は耐えきることが出来なかった。
また、この年の8月2日にも、『パラダイスGoGo!!』生放送の直前に相田翔子と共に失踪し、伊香保温泉の旅館に泊まったことがある。

#### 喫煙
上掲したWinkのスケジュールの一覧表にある通り、彼女たちは、鈴木の失踪から4日後である1989年3月27日から、30日にかけての4日間、グアム滞在のスケジュールを持ち、実際に滞在していて、これが同年におけるWinkの唯一の同地滞在になっているが、鈴木はこの地で喫煙を覚えている。その約1ヶ月前である2月22日に喫煙が法的に許された20歳になっていたとはいえ、「アイドルにとって、煙草は男性スキャンダル以上にイメージを左右しかねない」 ものであった。しかしながら、グアムにおける、多忙からの解放感の中、「忙しさからの反発」によって煙草に手を伸ばしたという。
Wink時代には、喫煙を止めるよう所属事務所の社長から叱責されつつも、マネージャーや懇意にしているスタイリストらの協力を得つつ、隠れて喫煙を続けた旨を鈴木は語る。失踪事件直後に、彼女はこうしたかたちで「忙しさからの反発」に対する折り合いをつけ、以後、先述の通り度々病に臥すことや相田翔子と共に伊香保温泉まで逃げたことはあったものの、1996年の活動停止までWinkとしての活動を全うし、その後も芸能活動を継続してゆく。
なお、Wink時代に隠れて喫煙することに慣れてしまっていたため、人前で煙草を吸えるようになったのは30歳を過ぎてからである旨を鈴木は述べている。喫煙を隠さなくなった30代においては、鈴木の出演したテレビドラマの中に、彼女の喫煙シーンを含むものもある。

## ディスコグラフィ
- Winkとしては、1996年3月31日の活動停止までに、シングル25枚、オリジナル・アルバム14枚、ベスト・アルバム9枚、その他アルバム4枚を発売。「Wink」の項の「作品」の節を参照。
- シングル名・アルバム名・収録曲名のほか、鈴木早智子およびそのペンネームMiyoko.Aの作詞記載を太字で表示。

### ソロ・シングル
★Wink時代
- La Gioconda[注 127]（ポリスター、1996年2月25日）
  1. ラ・ジョコンダ（作詞：及川眠子　作曲：井上大輔　編曲：菅原弘明）
  2. 眠り姫でいたくない （作詞：及川眠子　作曲：井上大輔　編曲：木本靖夫）
  3. ラ・ジョコンダ（オリジナル・カラオケ）
  4. 眠り姫でいたくない（オリジナル・カラオケ）

★ネバーランド在籍期
- INNOCENT SKY〜悲しみも届かないあの空の向こうへ〜（バンダイ・ミュージックエンタテインメント、1998年10月28日）
  1. INNOCENT SKY〜悲しみも届かないあの空の向こうへ〜（作詞：亜蘭知子　作曲：阿部靖広） - 『64マリオスタジアム』（テレビ東京系）および『ワイン娘恋物語』（同前）両番組のエンディング・テーマ[注 57][78]
  2. PEACE OF MY LIFE（作詞：亜蘭知子　作曲：迫茂樹） - 「バーコード対戦 バーディガン」（タムソフト）CMイメージソング
  3. INNOCENT SKY〜悲しみも届かないあの空の向こうへ〜 (INSTRUMENTAL)

### ソロ・アルバム
★Wink時代
- Mode（ポリスター、1992年3月25日）
  1. ラスト・ダンスは頬よせて（作詞：及川眠子　作曲：森若香織　編曲：門倉聡）
  2. 1999年の退屈（作詞：及川眠子　作曲： 赤城忠治　編曲: 十川知司）
  3. ハリウッドな恋にして（作詞：及川眠子　作曲: 羽田一郎　編曲：門倉聡）
  4. 最後の楽園（原作詞・曲: Crivellente / Farina / Bindella　編曲：門倉聡　日本語詞：及川眠子）　Prima Vera「Play To Love」のカバー
  5. TRANSFER（作詞：及川眠子　作曲：工藤崇　編曲：門倉聡）
  6. 不実な仔猫たち（原作詞・曲: Barry Goldberg / Sylvia St. James / ログザンヌ・シーマン　編曲：門倉聡　日本語詞：及川眠子）　アメリカのソープオペラ『Santa Barbara（英語版）』の劇中歌「The Hotter The Night」のカバー

★オレガ在籍期
- 零〜re-generation〜（What's Up? Group、2003年12月10日） - Wink活動停止後初のソロアルバム
  1. UNBREAK MY HEART（作詞：鈴木早智子　作曲：Paris Texas）
  2. SOMEBODY TELL ME（作詞：Paris Texas / 鈴木早智子　作曲：Paris Texas）
  3. 止まった時計（作詞・作曲：飛鳥涼）　薬師丸ひろ子の楽曲のカバー
  4. ノスタルジア（作詞・作曲：竹内まりや）　竹内まりやの楽曲のカバー
  5. 変わらない想い（作詞：鈴木早智子　作曲：Paris Texas）
  6. VOICE（作詞・作曲：Paris Texas）
  7. 竹田の子守唄（京都府民謡）
  8. 雨音はショパンの調べ（原作詞・曲: Gazebo / Pierluigi Giombini　訳詞: 松任谷由実）　Gazebo「I Like Chopin」のカバー曲である小林麻美の楽曲のカバー
  9. 帰り着く場所に（作詞：鈴木早智子　作曲：松田りょう）
  10. MY SWEET ROAD（作詞・作曲：Paris Texas）

### Winkのアルバム内におけるソロ曲
- 朝焼けのバルコニー（作詞：竜真知子　作曲：見岳章　編曲：大谷和夫）

『Moonlight Serenade』（1988年7月1日）第7曲
- Take Me To Heaven（原作詞・曲：M. Ingman / B. Glenmark　編曲：船山基紀　日本語詞：及川眠子）

『Especially For You〜優しさにつつまれて〜』（1989年4月25日）第5曲　アニカ・ブルマンの同名曲のカバー
- 優しく愛して…（原作詞・曲：Ben Findon / Mike Myers　編曲：若草恵　日本語詞：森雪之丞）

『Especially For You〜優しさにつつまれて〜』第9曲　ノーランズ「Let's Make Love」のカバー
- Joanna（原作詞・曲：Charles Smith / James Taylor　編曲：船山基紀　日本語詞：及川眠子）

『Twin Memories』（1989年12月1日）第9曲　クール&ザ・ギャングの同名曲のカバー
- あの夏のシーガル 〜Cherish〜（原作詞・曲: Ronald Bell / James Taylor / Kool & The Gang　編曲：門倉聡　日本語詞：及川眠子）

『Velvet』（1990年7月11日）第7曲　クール&ザ・ギャング「Cherish」のカバー
- 贅沢な孤独（作詞： 森本抄夜子　作曲： 中西圭三・小西貴雄　編曲：船山基紀）

『Velvet』第9曲
- 悪い夢～I Was Made For Loving～（原作詞・曲: Paul Stanley / Vini Poncia / Desmond Child　編曲：門倉聡　日本語詞：及川眠子）

『Crescent』（1990年12月16日）第4曲　キッス「I Was Made For Lovin' You」のカバー
- 一年前の恋人（作詞：竜真知子 作曲：来生たかお　編曲：門倉聡）

『Queen of Love』（1991年7月10日）第4曲
- シエスタ（作詞：芹沢類　作曲：尾関昌也　編曲：門倉聡）

『Queen of Love』第7曲
- 聖なる夜に帰れない（作詞：森本抄夜子　作曲：広谷順子　編曲：門倉聡）

『Sapphire』（1991年11月25日）第4曲
- ほんの小さな勇気（作詞：Miyoko.A　作曲：尾関昌也　編曲：門倉聡）

『Sapphire』第6曲
- 未来まで待てない（原作詞・曲：James C. Brown / John A. Butler　編曲：門倉聡　日本語詞：及川眠子）

『Each side of screen』（1992年4月25日）第6曲　Roxanne「Burning Through The Night」のカバー
- Only One（作詞：及川眠子　作曲：門倉有希　編曲：門倉聡）

『Nocturne 〜夜想曲〜』（1992年11月26日）第6曲
- SAVE MY LOVE（作詞：芹沢類 　作曲：鈴木祥子　編曲：白井良明）

『Αφροδιτη』（1993年6月25日）第4曲
- I Wanna Leave You（作詞：Miyoko.A　作曲・編曲：門倉聡）

『Αφροδιτη』第9曲
- 誰も知らない（作詞：芹沢類　作曲：Osny Melo　編曲：Ian Prince）

『BRUNCH』（1993年11月26日）第4曲
- あなたへの想い（作詞：鈴木早智子　作曲：来生たかお　編曲：小林信吾）

『BRUNCH』第8曲
- days（作詞：鈴木早智子　作曲： 大平勉　編曲: Brett Raymond）

『overture!』（1994年7月1日）第9曲
- 永遠に…（作詞：Miyoko.A　作曲：尾関昌也　編曲：門倉聡）

『voce』（1994年12月1日）第9曲
- 悲しみよりもしたたかに 〜MY TURN〜（作詞・作曲：Jan Anna August Leyers / Werner Pensaert　編曲：Teddy & Melvin　日本語詞：及川眠子）

『Flyin' High』（1995年7月5日）第5曲　TASHA「MY TURN」のカバー
- 私の夏が始まる（作詞: 芹沢類　作曲: 尾関昌也　編曲: 田原音彦）

『Flyin' High』第6曲

### その他
★Wink時代（鈴木のソロ曲）
- 夢ポスト（作詞：岡田冨美子　作曲：川口真）

『第二回 古関裕而音楽賞－輝け緑の星・地球－　明日へ届ける心の忘れ物』（NHKプロモーション、1994年11月6日収録、非売CD）第10曲
- ミルキー・ウェイ ～銀河旅行～（作詞・作曲：菅原春美）

同上 第14曲
★エグゼ在籍期
- リインカネーション

2008年12月6日のファン交流会において非売品のCD-Rとして配布
- Lies（作詞: 鈴木早智子 / 天野朋美　作曲：天野朋美　編曲：平井光一）

鈴木の主演映画『宿命のジオード』（2010年2月20日公開）エンディングテーマ　共演者・津田英佑とデュエット　楽曲としては未発売

## 出演
- Wink時代のものはすべて単独での出演。Wink時代におけるWinkとしての出演番組、CM等は「Wink」を参照。
- 鈴木が2000年以降に出演した在京キー局のテレビ番組の大部分については、外部リンク 「鈴木早智子のTV出演情報」（『ORICON NEWS』） で番組名・放送局・放送日・放送時間が確認できる。

### テレビドラマ
★Wink結成前
- オレの妹急上昇　第9話　桜ぷっつん!?男で勝負（フジテレビ系、1988年1月18日） - 清水ハルコ 役

★Wink時代（鈴木の単独出演のみ）
- Nettaiya - ホラー学園πR　全20話（テレビ朝日系、1988年10月25日 - 1989年3月28日深夜） - ミスDJ 役
- 真夜中は別の顔　第1-8話（テレビ朝日系、1992年1月9日 - 2月27日）- 山口玲子 役
- 柴門ふみセレクション　第3回　結婚オペレーション10to7（テレビ朝日系、1992年10月26日） - 佐々木晶 役
- 江戸の用心棒II　第15話　縁談アリ地獄（日本テレビ系、1996年3月5日） - お由紀 役

★マンリープロモーション、尾木エージェンシー、ネバーランド在籍期
- メロディ　全13話（TBS系、1997年1月5日 - 3月30日）- 吉川雅美 役

★オレガ在籍期
- ドラマ30 - 幼稚園ゲーム2 〜社宅篇〜　全45話（TBS系、2002年5月27日 - 7月26日） - 西尾佐知子 役
- ウルトラQ dark fantasy　第14話　李里依とリリー（テレビ東京系、2004年7月6日） - 御厨園子 役
- 愛の劇場 - 温泉へ行こう5　第19 - 20話（TBS系、2004年12月23日 - 24日） - 中邑 役
- 特命係長 只野仁　第16話　社長令嬢（テレビ朝日系、2005年2月11日） - 工藤絵理 役
- 恋する!?キャバ嬢　全12話（テレビ東京系、2006年1月8日 - 3月26日） - 叶樹里 役
- 地獄少女　第3話　嬰児の夢（日本テレビ系、2006年11月18日深夜） - 鶴田笙子 役
- 4姉妹探偵団　第6話　温泉で復讐!? 混浴露天風呂の秘密…（テレビ朝日系、2008年2月22日） - 光子 役

★エグゼ在籍期
- パズル　Piece7　呪いの暗号 聞くと必ず死ぬ落語（テレビ朝日系、2008年5月30日） - 池村亜希子 役
- ザ・ライバル「少年サンデー・少年マガジン物語」（NHK総合、2009年5月5日） - ウェートレス 役

★センス・プロダクション在籍期
- 心霊呪殺 死返し編　第1話（CSエンタメ〜テレ☆シネドラバラエティ、2017年8月12日） - 早乙女先生 役

### テレビ番組（レギュラー・準レギュラー出演）
★Wink時代（鈴木の単独出演のみ）
- 志村けんはいかがでしょう（フジテレビ系、1993年10月20日 - 1994年9月7日・11月30日・12月21日<総集編>、1995年3月22日）

★ネバーランド在籍期
- ASAYAN（テレビ東京系、1998年5月31日 - 10月25日）

★オレガ在籍期
- 〜明日も絶対〜パチるん? 埼玉版（テレビ埼玉、2006年4月8日 - 12月23日）

### テレビ番組（ゲスト出演）
- テレビのゲスト出演番組多数のため、外部リンク 「鈴木早智子のTV出演情報」（『ORICON NEWS』） で在京キー局でのテレビ出演の大部分が確認できる2000年以降については、「来歴」の節の記述を裏付けるもののほか、特筆すべきもののみを抄録。

★Wink時代（鈴木の単独出演のみ）
- 笑っていいとも - テレフォンショッキング（フジテレビ系、1991年5月3日、1992年10月20日）
- ライオンのごきげんよう（フジテレビ系、1992年2月19日- 20日、8月11日 - 13日、1995年10月6日・9日・11日）
- おはよう朝日です（朝日放送、1992年4月2日）
- 夢がMORI MORI（フジテレビ系、1992年5月2日）
- クイズ年の差なんて（フジテレビ系、1992年6月11日）
- クイズダービー（TBS系、1992年6月13日）
- サイコの晩餐（フジテレビ系、1992年6月26日）
- ワンダーゾーン（日本テレビ系、1992年6月29日）
- 森脇・山田の抱腹Z（朝日放送、1992年7月4日深夜）
- ジョーダンじゃない!? - 夕食ばんざい（フジテレビ系、1992年8月18日）
- ダウトをさがせ!（TBS系、1992年12月3日）
- 邦子と徹のあんたが主役（テレビ朝日系、1993年3月15日）
- 志村けんのだいじょうぶだぁ（フジテレビ系、1993年6月28日）
- 東北スペシャル（NHK総合〈東北地方〉、1994年11月19日）
- 輝け緑の星地球（NHK BS2、1994年11月26日(土)；NHK総合、1995年1月28日）
- 春満開!オールスターあの超有名人がホントに出没する異国隠れ家レストランこーっそり大公開スペシャル!!（TBS系、1996年3月14日(木)）
- 超豪華!史上最強!ものまねバトル大賞V（日本テレビ系、1996年3月22日）

★マンリープロモーション、尾木エージェンシー、ネバーランド在籍期（2000年以降は省略）
- ザ・スターボウリング（テレビ東京系、1996年5月27日）
- 日曜ビッグスペシャル - 夏休み直前!海の宿VS山の宿（テレビ東京系、1996年7月7日）
- 未来に賭ける!海と若者たち・海は人類を救えるか（テレビ朝日系、1996年8月4日）
- 料理バンザイ!（テレビ朝日系、1996年8月25日）
- 夢航海（日本テレビ系、1996年10月7日深夜、12月17日深夜）
- 日曜ビッグスペシャル - オールスター家族そろって歌合戦2（テレビ東京系、1996年10月13日）
- スーパースペシャル'96 - スターがスターに大告白 ずっとあなたが好きでした（日本テレビ系、1996年11月23日）
- チャレンジ歌バトル（テレビ東京系、1997年2月8日 - 22日）
- 超次元タイムボンバー（テレビ朝日系、1997年6月19日）
- “超”豪華!史上最強ものまねバトル大賞（日本テレビ系、第11回・1998年1月1日、第14回・9月30日、第16回・1999年3月24日、第22回・2001年3月29日）
- 速報!歌の大辞テン!!（日本テレビ系、1998年1月7日、2001年1月31日・11月7日、2004年2月4日）
- 火曜ゴールデンワイド - 春らんまん!絶景!満開 ニッポン全国 花ものがたり（テレビ東京系、1998年5月26日）
- THE夜もヒッパレ（日本テレビ系、1998年10月17日、1999年2月6日、2000年6月10日）
- 音楽的流行（テレビ東京系、1998年10月27日）
- 音楽通信TOP30（テレビ東京系、1998年10月28日）
- ミュージックジャンプ（NHK BS2、1998年11月1日；NHK BShi、1998年12月10日、1999年1月6日）
- 新・真夜中の王国（NHK BS2、1998年11月19日深夜）
- はなまるマーケット（TBS系、1998年11月20日）
- 日刊!ひっと（日本テレビ系、1998年12月16日深夜）
- 祝!日本レコード大賞40周年記念スペシャル（TBS系、1998年12月29日　相田翔子とともにWinkとして出演）
- クイズところ変われば!?（テレビ東京系、1999年2月26日）
- 徹子の部屋（テレビ朝日系、1999年3月18日）
- 笑顔がいちばん!（TBS系、1999年7月11日、2000年2月13日）
- ウンナンのホントのトコロ（TBS系、1999年8月25日）
- クルくるV（テレビ東京系、1999年10月3日深夜）
- 超える!テレビ（TBS系、1999年12月30日　相田翔子とともにWinkとして出演）

★オレガ在籍期（「来歴」の節の記述を裏付けるもののほか、特筆すべきもののみを抄録）
- 出没!アド街ック天国（テレビ東京系、2003年7月5日、2004年11月6日）
- 新春もズバリ言うわよ! 細木数子の六星占術vs豪華有名人メッタ斬り!!2005年完全大予言スペシャル（TBS系、2005年1月3日(月)）
- なるトモ!（読売テレビ、2005年）
- メンタルヌード（日本テレビ系、2005年3月31日深夜）
- ブルブルアンタッチャブル（朝日放送、2005年4月8日）
- 田舎に泊まろう!（テレビ東京系、2005年5月1日）
- TV☆Lab - 晩餐ドボン（BSフジ、2005年）
- 旅の香り 時の遊び（テレビ朝日系、2005年8月9日・23日）
- ゴールデンスロット（テレビ埼玉、2005年9月3日深夜）
- 芸能人パチンコバトル P・リーグ（テレビ愛知、2005年9月6日・20日深夜）
- チャンネル☆ロック!（TBS系、2005年11月12日）
- めざせ!競輪キング（テレビ神奈川、2005年11月12日）
- スーパーフライデー - 上沼恵美子は見た!日常ワイド劇場4～他では言えない!!芸能人(秘)裏日常（TBS系、2005年11月25日）
- スーパーフライデー - 超壮絶!鬼嫁VS鬼姑!全日本悪女グランプリ～この世に鬼は実在した（TBS系、2005年12月2日）
- Sパラ（テレビ神奈川、2005年12月8日深夜）
- スロットハンター（テレビ愛知、2005年12月30日深夜）
- ズバリ言うわよ!（TBS系、2006年5月16日）
- ロンドンハーツ（テレビ朝日系、2006年8月15日）
- 銀玉王（関東版：テレビ神奈川・テレビ埼玉、2007年11月6日深夜；サンテレビ、2007年11月8日深夜）
- パチろー!!（奈良テレビ、2007年11月7日）
- ジャンプ!○○中（フジテレビ系、2007年12月12日）
- ロンQ!ハイランド（日本テレビ系、2008年3月23日）

★エグゼ在籍期（「来歴」の節の記述を裏付けるもののほか、特筆すべきもののみを抄録）
- カルチャーSHOwQ〜21世紀テレビ検定〜（テレビ神奈川、2008年5月26日、7月7日、8月18日、2009年1月26日 各(月)）
- 銀玉王（サンテレビ、2008年8月7日(木)深夜）
- 第50回日本レコード大賞（TBSテレビ・ラジオ、2008年12月30日(火)　相田翔子とともにWinkとして出演）
- ダウンタウンのガキの使いやあらへんで!!（日本テレビ系、2009年4月19日）
- 快傑えみちゃんねる（関西テレビ、2009年5月29日）
- キズナ食堂（TBS系、2009年6月6日）
- おもいッきりDON!（日本テレビ系、2009年7月10日）
- 愛のお悩み解決!シアワセ結婚相談所（日本テレビ系、2010年1月26日）
- ものまねグランプリ～究極のネタ祭り100連発!（日本テレビ系、2010年3月15日）
- プロインタビュアー 吉田豪の元○○な人々（関西テレビ、2010年7月19日深夜 - 23日深夜、26日深夜 - 8月1日深夜）
- クイズ☆タレント名鑑（TBS系、2011年1月30日、5月15日）

★センス・プロダクション、TOffice、縁劇人在籍期
- スター☆ドラフト会議（日本テレビ系、2013年2月5日）
- カスペ! - 木村藤子のキセキ相談! 美女たちのターニングポイントSPII（フジテレビ系、2013年6月4日）
- 思い出のメロディー（NHK総合・ラジオ第1、2018年8月18日　相田翔子とともにWinkとして出演）
- 第60回日本レコード大賞（TBSテレビ・ラジオ、2018年12月30日　相田翔子とともにWinkとして出演）

### CM
★Wink時代（鈴木の単独出演のみ）
- 日本ボウリング場協会 ボウリング マジック!!（1995年）

★エグゼ在籍期
- 宝仙堂 凄十・男子応援キャンペーン（キャンペーン実施期間：2009年11月12日- 2010年2月10日）

### 映画
- 鈴木の出演映画については、外部リンク 「鈴木早智子(スズキサチコ)の映画作品」（『Movie Walker』）、「鈴木早智子」（『ぴあ映画生活』） - ウェイバックマシン（2017年9月8日アーカイブ分） なども参照。

★Wink時代（鈴木の単独出演のみ）
- きんぴら（東映、監督：一倉治雄、1990年12月22日公開） - 松本千代 役

★マンリープロモーション、尾木エージェンシー、ネバーランド在籍期
- 勝手にしやがれ!成金計画（ケイエスエス、監督：黒沢清、1996年9月7日公開） - 三奈子 役
- ROMANTIC MANIA ロマンティック マニア（ケイエスエス、監督：サトウトシキ、1997年10月公開　初主演映画） - 林英子 役（主演）

★オレガ在籍期
- 逆鱗組七人衆（さざ波、監督：市川徹、2005年9月10日公開） - 山田ハルコ 役

★エグゼ在籍期
- 宿命のジオード（スリー・ジー・コミュニケーションズ、監督：六車俊治、2010年2月20日公開） - 三輪聖子 役（主演）

### オリジナルビデオ
★エグゼ在籍期
- 熱帯 濡れた監禁 女探偵 神楽明日香 （ATTACK ZONE、2009年5月7日） - 神楽明日香 役（主演）

### インターネット番組
★エグゼ在籍期
- コイカツ　恋愛ノウハウトークライブvol.2（マシェリバラエティ　マシェバラ、2010年11月5日）

### 舞台
★Wink時代（鈴木の単独出演のみ）
- 怪盗チェリーのレストラン（1995年3月18日- 26日　於 銀座博品館劇場） - チェリー 役

★マンリープロモーション、尾木エージェンシー、ネバーランド在籍期
- ピアニスト～クララ・シューマン物語～（1997年10月 - 12月　於 青山劇場 ほか） - アンナ 役
- PINO〜ピノキオ〜（2000年　於 東京芸術劇場 ほか）
- Annie（2001年4月28日 - 9月2日　於 青山劇場 ほか）- グレース 役

★オレガ在籍期
- 眠れぬ夜の電波ハイジャック〜LAZY MIDNIGHT〜（2006年3月7日 - 12日　於 シアターグリーン・エリア171） - 綾美冴子 役
- ちぎれた雲はどこへ行く（2007年7月29日 - 9月1日　於 新宿コマ劇場 ほか）

★エグゼ在籍期
- THE WINDS OF GOD〜零のかなたへ〜（2008年8月31日- 9月9日　川越市市民会館・紀伊國屋サザンシアター公演のみスペシャルゲストとして）- 宮下千穂 役

★センス・プロダクション、TOffice、縁劇人在籍期
- あいたま（2018年6月13日 - 17日　於 恵比寿・エコー劇場） - 春巻梅 役（声のみ）

## 写真集
★マンリープロモーション、尾木エージェンシー、ネバーランド在籍期
- Merci（ぶんか社、撮影：武藤義、1997年1月）ISBN 4821121263
- Trentaine（テイアイエス、撮影：山内順仁、1999年8月）ISBN 4886182062

★オレガ在籍期
- Voice（KKベストセラーズ、撮影：野村誠一、2005年3月30日）ISBN 4584170967

★エグゼ在籍期
- one track memories（ジーオーティー、撮影：福島裕二、2009年9月25日）ISBN 9784860845605

## 書籍
★エグゼ在籍期
- 負けじ魂（光文社、2010年11月6日　鈴木早智子の自叙伝）ISBN 9784334976323

## DVD
★オレガ在籍期
- Voice（ジェネオン・エンタテインメント、2005年9月22日）

★エグゼ在籍期
- NATURAL 〜Respect my life〜（GPミュージアムソフト、2009年1月23日）
- September Shock（MUTEKI、2009年9月1日）
- one track memories（製造元：Aircontrol、レーベル：antenna、2009年10月25日）